# نفیلیم
نِفیلیم (به عبری: נפלים) در لغت به معنی «کسانی که باعث می‌شوند دیگران فرو افتند»، «سقوط کردگان» یا "غول‌پیکران"، موجودات یا مردمان اساطیری اسرارآمیزی هستند که در اسفار پیدایش و اعداد از تنخ با همین عنوان و در سفر حزقیال به شکل غیر مستقیم به آن‌ها اشاره شده‌ است.

## سفر پیدایش
نخستین و پررنگ‌ترین ذکر آن‌ها بدون توصیف چندانی در سفر پیدایش به میان می‌آید. بلافاصله پس از این اشاره، متن کتاب مقدس به داستان طوفان بزرگ در زمان نوح می‌پردازد.
در آیات ۱ تا ۴ فصل ششم سفر پیدایش چنین نقل شده‌ است:

1. و واقع شد که چون آدمیان شروع کردند به زیاد شدن بر روی زمین و دختران برای ایشان متولد گردیدند،
2. پسران خدا دختران آدمیان را دیدند که نیکومنظرند، و هر کدام را که برمی‌گزیدند، به زنی می‌گرفتند.
3. و خداوند گفت: «روح من تا ابد در انسان نخواهد ماند چرا که او جسمی فانی است. لیکن ایام عمر او صد و بیست سال دوام خواهد آورد.»
4. و در آن ایام و پس از آن مردان تنومند (نفیلیم) در زمین بودند؛ هنگامی که پسران خدا با دختران آدمیان آمیزش کردند و آنها برای ایشان اولاد زاییدند، اینان قهرمانانی از دوران کهن بودند که نامور شدند.

البته از ظاهر ابهام‌آمیز متن سفر پیدایش مشخص نیست منظور از نفیلیم خود «پسران خدا»، مردمان یا موجودات حاصل از آمیزش آن‌ها با «دختران آدمیان» یا چه چیز دیگر است.
برخی معتقدند منظور از پسران خدا (به عربی: أبناء الله) افرادی از نسل شیث، پسر آدم و منظور از دختران آدمیان افرادی از نسل قائن (قابیل)، دیگر پسر آدم که مورد نفرین خدا قرار گرفت، است. از این رو ازدواج بین آن‌ها موجب وصلت بین «خدایی» و «غیر خدایی» گردید که مشخصا از جانب خدا منع شده‌ است. بدین سبب نسبت‌دادن این دختران به آدمیان را به معنی عدم تعلق آنها به خدا و از روی کافر یا گناهکار بودن آن‌ها تفسیر می‌نمایند. از این رو حامیان این نظر، نفیلیم را همان افراد نسل شیث که بنا به تصریح متن «قهرمانانی از دوران کهن بودند»، می‌دادند که لااقل زمانی افراد خوبی بودند اما بعداً با گناهکاران درآمیختند.

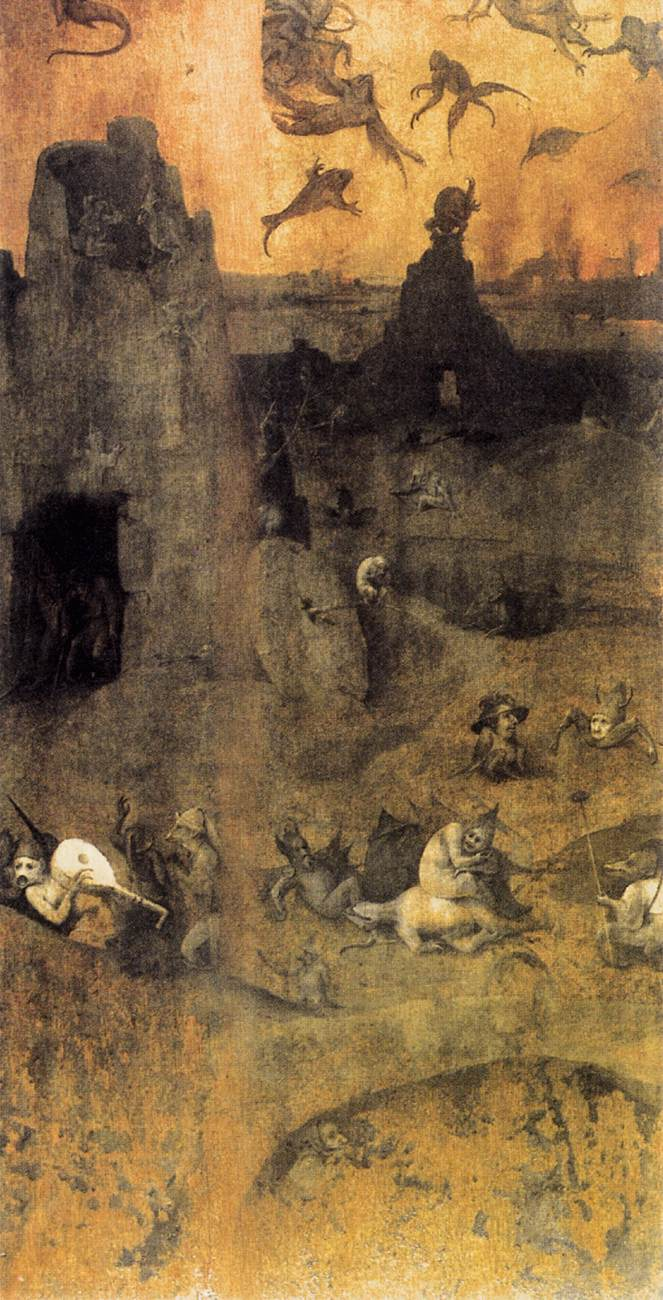
سقوط فرشتگان شورشی، نگاره‌ای از هیرونیموس بوش

با این حال افراد دیگری با زیر سؤال بردن نظریه پیشین با مطرح کردن پرسش‌هایی همچون چرا ازدواج بین آدمیان باورمند با آدمیان غیر باورمند باعث پدیداری فرزندانی غیر معمول شده یا چرا چنین عملی باعث شده خدا آنگونه برآشوبد که تقریباً تمامی نسل بشر را با سیل و طوفان از روی زمین محو کند؟ بدین جهت آن‌ها پسران خدا را با بهره‌گیری از این مسئله که در بخش‌های دیگری از کتاب مقدس همانند سفر ایوب نیز فرشتگان پسران خدا نامیده شده‌اند، دیوهایی (فرشتگان شورشی) دانسته‌اند که از طرف شیطان و از سر شهوت با دختران زیباروی آدمیان آمیزش کرده و فرزندانی غیر معمول با جثه‌ای بسیار بزرگ (نفیلیم) به بار آورده‌اند. هدف از این اقدام آلوده کردن نسل بشریت به آلودگی شیطانی و در نتیجه عدم امکان پدیداری ناجی تلقی شده‌ است. از این رو خدا نابودی نسل آدمی و شروع مجدد توسط نوح و پسرانش را لازم شمرده‌ است. البته به عقیده این افراد عبارت «در آن ایام و پس از آن» نشان‌گر این است که عده‌ای از این فرزندان عظیم الجثه، همچنان پس از طوفان نیز وجود داشته‌اند. حامیان این نظر همچنین به نامه یهودا استدلال می‌کنند که در آن اذعان شده خدا تعدادی از فرشتگان سقوط کرده‌ای (دیوها) را که پا از حدود خود فراتر نهاده و مرتکب بداخلاقی‌های جنسی شده‌اند، را در جهنم زندانی کرده‌ است.
بر این اساس این عقیده‌ای نیز وجود دارد که شیوع فراوان گناهان تا حد آمیزش انسان و فرشته که به ایجاد موجودات فراانسانی (نفیلیم) منجر شد، بود که موجبات مجازات الهی از طریق طوفان را فراهم آورد. البته برخی هم عقیده دارند این فرشته‌های سقوط کرده و شورشی بودند که موجب انتشار همه‌گونه اعمال گناه آلود در زمین شدند و فرزندان عظیم‌الجثه آن‌ها خویی شرورانه و خشن داشتند که طوفان نتیجه گناهان آن‌ها بود.
نسبت دادن علت بروز چنین اتفاقاتی به این افراد یا موجودات باعث ایجاد نگرشی منفی به آن‌ها شده چرا که در آیات بعدی از ناراحتی خدا نسبت به انسان‌ها و قصد او برای نابودی بشر سخن به میان آمده و از طرفی معنای نام آن‌ها «سقوط کردگان» است. به هر حال ظاهر متن سفر پیدایش از آن‌ها انتقادی نمی‌کند و صفت‌هایی جز «قهرمان» و «ناموَر» به آن‌ها نسبت نمی‌دهد.
افراد دیگری هم مطرح می‌دارند که ممکن است نفیلیم با فرزندان حاصل از آمیزش انسان‌ها و موجودات الهی، تنها هم‌زمان بوده و برابری نداشته باشند. حتی ابراز می‌دارند ارواح ناپاک (ارواح شرور) از بدن موجودات غول‌پیکری که به کشتار شدند، پدید آمد و نفیلیم خود آن‌ها یا فرزندانشان بودند.
در نهایت گروه چهارمی هم ذکر نفیلیم در این فصل از سفر پیدایش را صرفاً اضافه ای عجیب تلقی می‌کنند که معنای چندانی برای داستان ندارد و معتقدند که اطلاعات کافی برای دانستن چگونگی ارتباط آن با داستان در اختیار ما نیست.

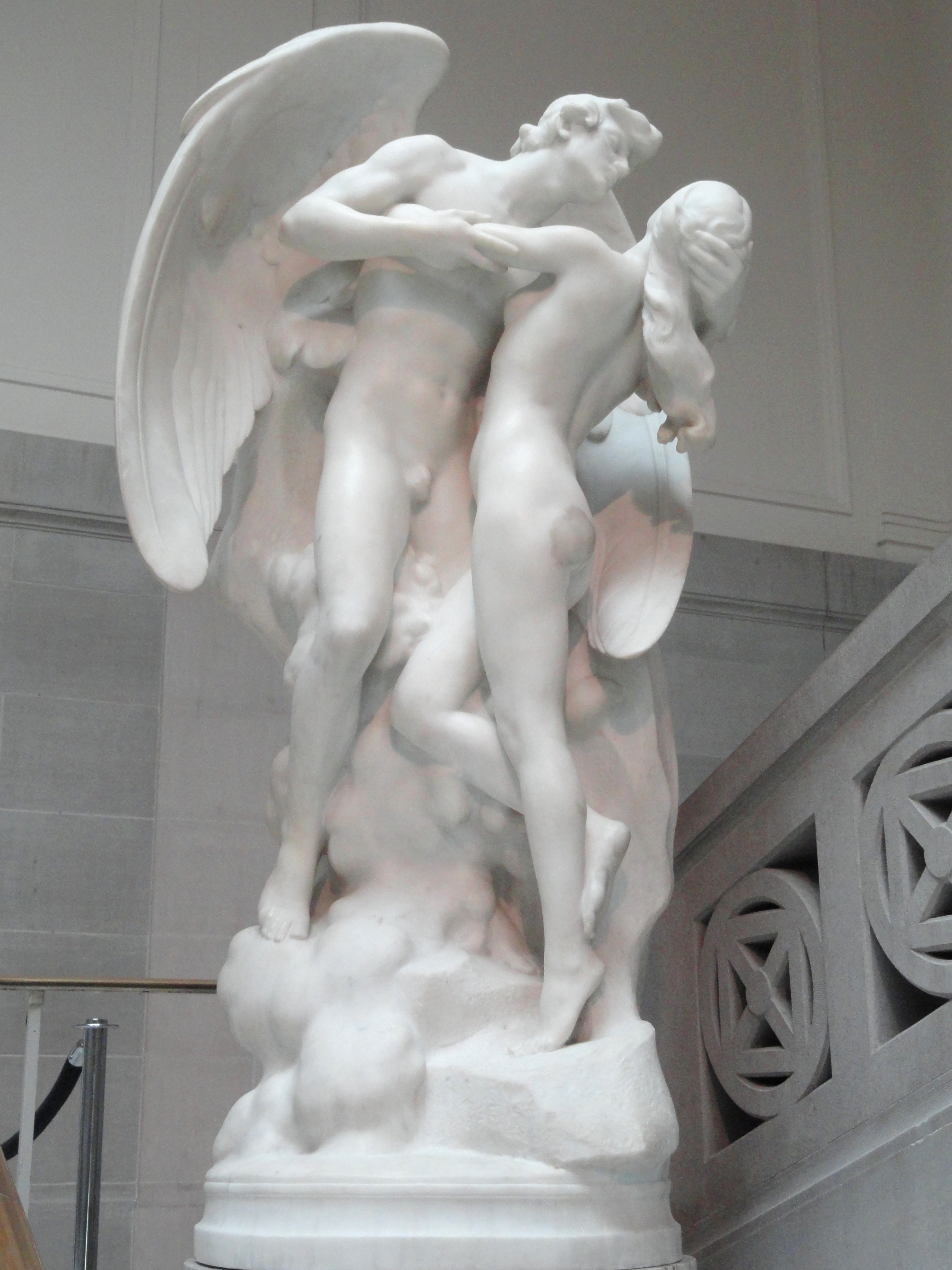
آمیزش فرشتگان و دختران زیباروی آدمیان، پیکره‌ای از دنیل چستر فرنچ

## سفر اعداد
در سفر اعداد، دوازده تنی که برای جاسوسی از سرزمین کنعان از طرف موسی به آن گسیل می‌شوند، مدعی می‌کردند نفیلیان (بنی عَناق) را که مهیب و عظیم الجثه‌اند و خود را در مقابل آن‌ها همچون ملخ پنداشته‌اند، آن‌جا دیده‌اند.

## سفر تثنیه
اندازهٔ تخت خواب یکی از آنها در سفر تثنیه، نه ذراع در چهار ذراع ذکر شده‌ است.

## ترجمه
عده‌ای مانند نسخه شاه جیمز، نفیلیم را «مردان تنومند» یا «غول‌پیکران» (به انگلیسی: giants) ترجمه کرده‌اند درحالی‌که برخی دیگر آن را ترجمه نشده باقی گذاشته و از عین کلمه «نفیلیم» در ترجمه خود استفاده نموده‌اند.

## سرنوشت
گفته می‌شود با توجه به طبع شرورانه، خداوند حکم به کشتار نفیلیم توسط یکدیگر می‌دهد. به هر حال از نقطه نظر دیگری طوفان نوح همهٔ آنها را بجز دستهٔ کمی از میان می‌برد که بعد در کنعان ساکن می‌شوند و یوشع بن نون در جنگ با کنعان، همه را از میان برمی‌دارد.
در جنگ داود و جالوت، جالوت یکی از نفیلیم است.